# 郑维罗

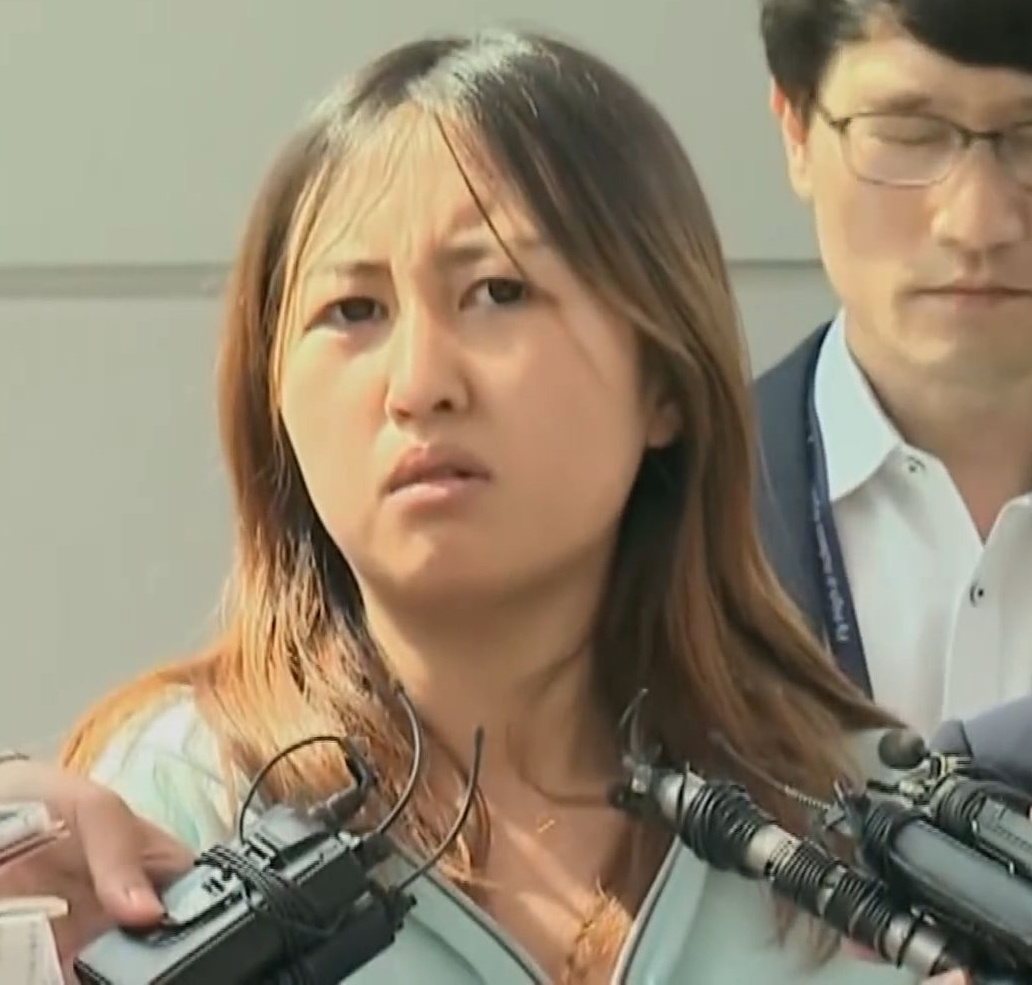
郑维罗于2017年5月31日通过仁川国际机场从丹麦引渡至韩国

郑维罗（韓語：정유라，1996年10月30日—），韩国前马术运动员，崔顺实之女。

## 姓名
因為是諺文「정유라」（Jeong Yu-ra）轉譯，漢字有維羅、维拉、尤拉、維娜、侑娜、宥娜等各種寫法，華文媒體初時多誤，訛作维拉、尤拉者最多。

## 家庭
郑维罗的父亲郑润会是朴槿惠第二个国会议员任期时的秘书室室长。
母親崔順實則是韓國總統朴槿惠的親信，也是2016年涉及的韓國政治醜聞主要人物，被控涉嫌干預總統朴槿惠制定政府政策和決定。
2013年9月，鄭維羅開始與申洙平交往。翌年，郑的父母离婚。2015年6月，年僅18歲的鄭維羅誕下一子，及後指鄭維羅在入讀大學前，即在2014年9月左右已懷孕。此後鄭維羅在12月12日與男友結婚，但婚姻僅維持4個月便結束。2017年5月，在引渡回韓國受審歭表示其兒子年紀還小，但若自己繼續待在國外，自己無法和家人在一起。

## 爭議
郑维罗2014年9月以马术特技生被特招入梨花女子大学体育教育科。入学后的郑维罗行事高调，她在网上大肆炫耀价格昂贵的赛马，并称买不起这些马的人“要怪就怪自己的父母”。郑维罗在大学二年级第一学期旷课遭到警告，其母崔顺实“登门拜访”梨花女子大学，此前负责管理郑维罗的教授随后换了人，此举引发了该校师生的抗议。2016年4月，郑维罗突然申請休學前往德國；梨花女大師生2016年7月知道其以不當手段入學，而抗議將近3個月。2016年10月《韩国日报》报道，梨花女子大学为录取郑维罗，不仅扩大特招生范围，还为让她能顺利毕业修改学分规定。最終，梨花女子大学校长崔庆喜被迫辞职。
南韓媒體在2016年10月時因為崔順實干政醜聞，派記者前往崔順實母女在德國購置的住宅進行調查採訪，從垃圾堆裡發現有嬰兒尿片和玩具；經記者向街坊鄰居探詢的結果，郑维罗2015年已生下一個孩子，在當年12月12日與孩子的生父結婚。
2016年11月15日，韓國教育部發現，郑维罗在清潭高中，不但三年級僅上課17天還能畢業，且超額參與運動賽事（一年只能參加4次）；因此要求校方撤銷其畢業證書。教育部同時要求梨花女子大學，撤銷郑维罗的入學資格，並追究相關人士。
韓國教育部發布的報告指出，鄭维罗進入梨花女子大學後經常以不符要求的理由曠課，校方卻許可；鄭在部分科目不交作業、不參加考試，校方也讓她過關，甚至有教授代替她交作業。韓國教育部基於上述結果，將要求梨大取消郑维罗的入學資格。2016年10月31日郑维罗透過網路申請退學。10月時有她出賽2020年東京奧運的意願的影片曝光，讓韓國大學生感到非常不滿與失望。
2017年1月1日，郑维罗在丹麥奧爾堡被捕，包括一名2015年出生的婴孩，疑似郑维罗之子。韓國政府試圖將其引渡回國。而德國聯邦警察也在調查崔順實是否涉及洗錢達10億美元。5月31日，郑维罗被引渡回韩国，但於6月3日由於證據不足而獲釋。
2017年4月17日，韓國馬術協會因鄭維羅的醜聞而永久開除會籍並禁止參加國際國內比賽，命令她退還國家隊支付的津貼。